# Malcolm Clarke
Malcolm Clarke é um cineasta inglês. Como reconhecimento, venceu, no Oscar 2014, a categoria de Melhor Documentário em Curta-metragem por The Lady in Number 6: Music Saved My Life.